# La Chasse aux papillons
Pour plus de détails, voir Fiche technique et Distribution.
Ne pas confondre avec La Chasse aux papillons, chanson de Georges Brassens de l'album La Mauvaise Réputation
La Chasse aux papillons est un film français réalisé par Otar Iosseliani, sorti en 1992,.

## Synopsis
À l'écart dans un château, deux vieilles dames se tiennent informées des catastrophes du monde grâce à la radio. Lorsque l'une d'elles décède, les convoitises et manigances commencent autour de la seconde.

## Fiche technique
- Titre : La Chasse aux papillons
- Réalisation : Otar Iosseliani
- Scénario : Otar Iosseliani
- Photographie : William Lubtchansky
- Musique: Nicolas Zourabichvili
- Son : Alix Comte, Axel Arft, Holger Gimpel
- Pays de production :  France
- Format : couleurs - 1,66:1 - Mono - 35 mm
- Genre : drame
- Durée : 115 minutes
- Date de sortie : 
  - France : 4 novembre 1992

## Distribution
- Narda Blanchet : Solange, cousine de Marie-Agnès
- Pierrette Pompom Bailhache : Valérie, gouvernante
- Aleksandr Cherkasov : Henri de Lampadere, voisin
- Thamara Tarassachvili : Marie-Agnès de Bayonette
- Alexandra Liebermann : Hélène, sœur de Marie-Agnès
- Lilia Ollivier : Olga, fille d'Hélène
- Emmanuel de Chauvigny : père André
- Sacha Piatigorsky : Sultan
- Anne-Marie Eisenschitz : Marie, amie de Solange
- Françoise Tsouladzé : Yvonne
- Maimouna N'Diaye : Caprice
- Yannick Carpentier : Monsieur Capentier

## Distinction
- Prix de la critique italienne au Festival de Venise en 1992.
- Prix européen de la CICAE au Festival de Venise en 1992.